# 1933 na literatura

## Eventos
- 10 de maio - Bücherverbrennung, a "Queima de Livros" nas universidades alemãs, promovida pelo Partido Nazista, proscrevendo autores como Karl Marx, Thomas Mann, Erich Maria Remarque e muitos outros; Goebbels procurava demonstrar o expurgo cultural que o nazismo iria promover na Alemanha.

### Ficção
- Érico Verissimo - Clarissa
- Graciliano Ramos - Caetés.
- H. G. Wells - The Shape of Things to Come.
- Jorge Amado - Cacau.
- José Lins do Rego - Doidinho.
- Virginia Woolf - Flush
- Erle Stanley Gardner - The Case of the Velvet Claws/O Caso das Garras de Veludo

### Literatura infantil
- Monteiro Lobato
  - Caçadas de Pedrinho
  - História do Mundo para as Crianças
- Ruth Plumly Thompson - Ojo in Oz

### Não ficção
- Karl Marx e Friederich Engels - A Ideologia Alemã (edição integral).
- Gilberto Freyre - Casa Grande & Senzala, paradigma da sociologia brasileira.
- Albino Forjaz de Sampaio - As Melhores Páginas do Teatro Português: de Gil Vicente a Nossos Dias.

## Nascimentos
| Data            | Nome                      | Profissão                                                | Nacionalidade     | Observações | Ref |
| --------------- | ------------------------- | -------------------------------------------------------- | ----------------- | ----------- | --- |
| 27 de Fevereiro | Ruy Belo                  | poeta e ensaísta                                         | Portugal          | m. 1978     |     |
| 16 de Março     | Lupe Cotrim               | poetisa e tradutora                                      | Brasil            | m. 1970     |     |
| 21 de Maio      | Olga Savary               | escritora                                                | Brasil            |             |     |
| 16 de Junho     | Francisco Miguel de Moura | escritor                                                 | Brasil            |             |     |
| 9 de julho      | António Quadros           | pintor e poeta                                           | Portugal          | m. 1994     |     |
| 16 de Agosto    | Reiner Kunze              | poeta e escritor                                         | Alemanha Oriental |             |     |
| 23 de Agosto    | Oliveira Marques          | historiador                                              | Portugal          | m. 2007     |     |
| 28 de Agosto    | Lourenço Diaferia         | contista, cronista e jornalista                          | Brasil            | m. 2008     |     |
| 8 de Setembro   | Michael Frayn             | dramaturgo                                               | Inglaterra        |             |     |
| 25 de Novembro  | Dulcinéa de Oliveira      | psicóloga, atriz, autora, diretora de teatro e escritora | Brasil            | m. 2007     |     |

## Mortes
| Data | Nome                   | Profissão                               | Nacionalidade | Observações | Ref |
| ---- | ---------------------- | --------------------------------------- | ------------- | ----------- | --- |
| ??   | Abílio Campos Monteiro | escritor, jornalista, médico e político | Portugal      | n. 1876     |     |

## Prémios literários
- Nobel de Literatura - Ivan Alekseyevich Bunin.